# Spark (musikalbum)
Spark är det tredje studioalbumet från den norska sångerskan Marit Larsen. 
Det släpptes den 18 november 2011 i Norge, Sverige, Finland och Danmark. Det även släpptes den 16 december i Tyskland, Schweiz samt Österrike. Albumet innehåller tio stycken låtar varav sju är skrivna helt själv av Marit Larsen. Den första singeln från albumet, "Coming Home", släpptes den 15 oktober. Den andra singeln, "Don't Move", släpptes den 30 januari 2012.

## Låtlista
1. "Keeper of the Keys" - 4:01
2. "Don't Move" - 3:45
3. "What If" - 4:57
4. "I Can't Love You Anymore" - 4:21
5. "Coming Home" - 3:59
6. "Me and the Highway" - 5:01
7. "Last Night" - 4:20
8. "Have You Ever" - 4:04
9. "Fine Line" - 4:25
10. "That Day" - 4:45

## Listplaceringar
| Lista (2011/2012) | Topplacering |
| ----------------- | ------------ |
| Norge             | 2            |
| Schweiz           | 36           |
| Tyskland          | 57           |